# Hnîleț, Zvenîhorodka
Hnîleț (în ucraineană Гнилець) este un sat în comuna Morînți din raionul Zvenîhorodka, regiunea Cerkasî, Ucraina.

## Demografie
Componența lingvistică a localității Hnîleț
     Ucraineană (100%)
Conform recensământului din 2001, toată populația localității Hnîleț era vorbitoare de ucraineană (100%).